# Memoriale Gloria Victis
(Epigrafe sul "World Wall")
Il Memoriale Gloria Victis è un monumento realizzato per commemorare le vittime dei regimi totalitari comunisti e in memoria alla lotta per la libertà della rivoluzione ungherese del 1956. Il monumento è adiacente al cimitero della città di Csömör, vicino al confine nord-orientale di Budapest.
La locuzione latina gloria victis, tradotta letteralmente, significa "gloria ai vinti".

## Descrizione

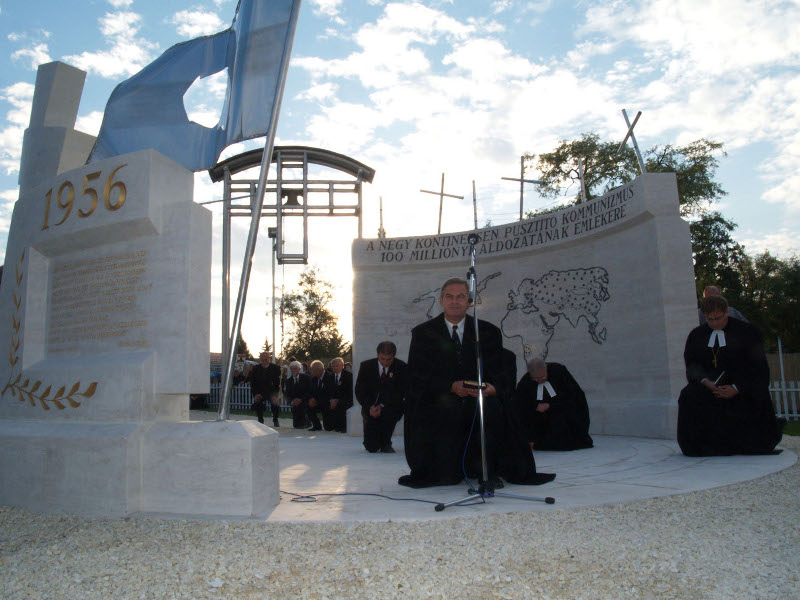
Inaugurazione del memoriale.

Il memoriale fu eretto il 21 ottobre 2006, data che rappresenta il cinquantesimo anniversario della rivoluzione ungherese. Alla cerimonia d'inaugurazione parteciparono alcune importanti personalità anti-comuniste ungheresi, come László Tokes, e diversi ospiti stranieri, come la delegazione tedesca rappresentata dalla Fondazione federale per stimagtizzare la dittatura del Partito Socialista Unificato di Germania ("Bundesstiftung zur Aufarbeitung der SED-Diktatur") guidata da Rainer Eppelmann, il Presidente Nazionale della "Homeland Association of East Prussia", Wilhelm von Gottberg e una delegazione della "IGMH Mannheim". Il patron della celebrazione fu il primo ministro d'Ungheria Viktor Orbán.

La parte centrale del monumento è opera dello scultore János Víg. L'opera principale è la "diga ad arco" ("World Wall") che rappresenta visivamente l'entità della devastazione del comunismo nei quattro continenti, le zone colpite sono contrassegnate da getti di piombo. 

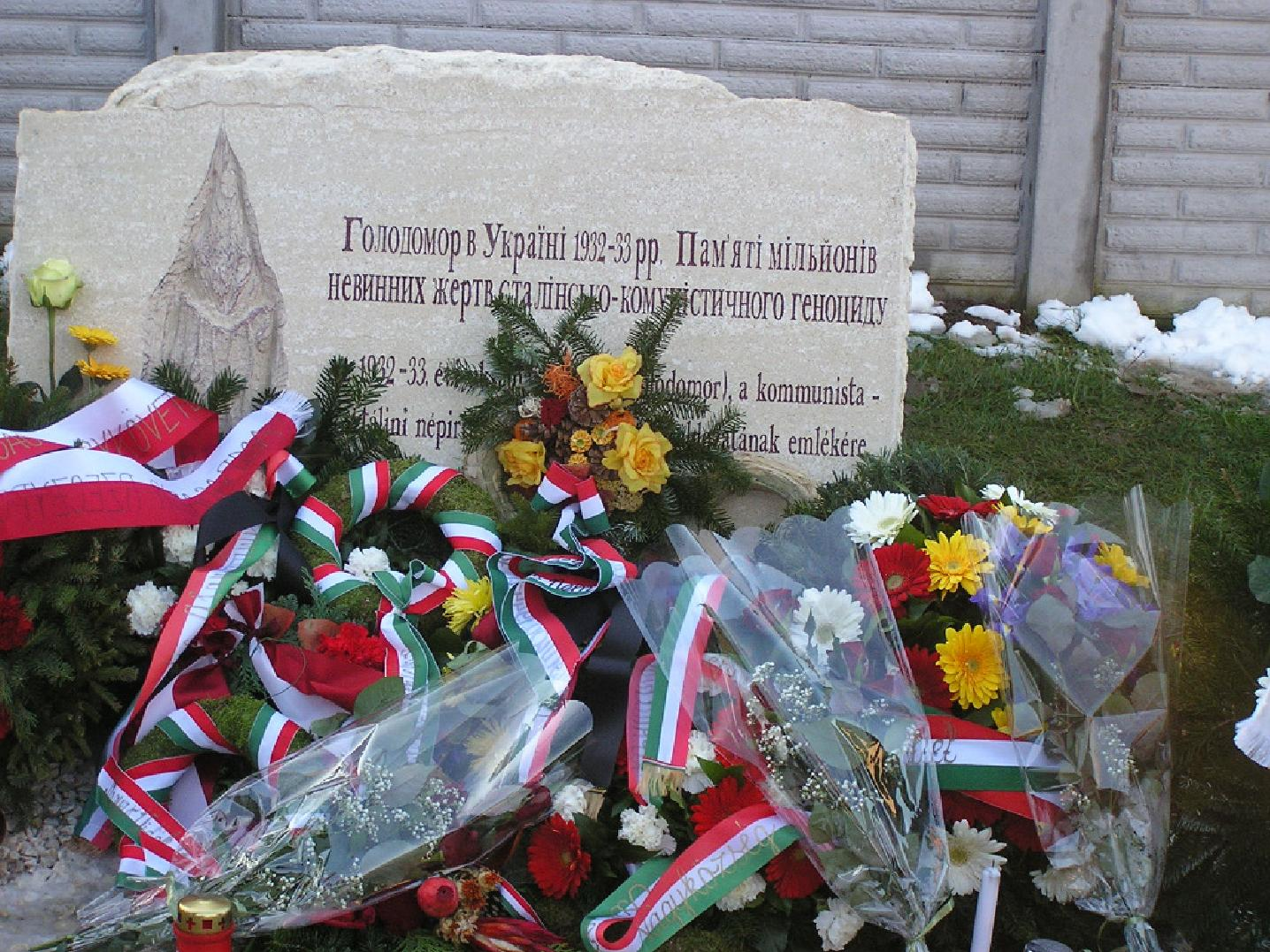
Lapide commemorativa delle 8 milioni di vittime dell'Holodomor.

 Sopra le mura della diga si trovano alcuni particolari, tra cui recinti di filo spinato in ricordo dei campi di sterminio e delle prigioni comuniste, croci d'acciaio in rispetto delle vittime e come simbolo del cristianesimo, e infine, una torre campanaria in muratura.
Nell'ottobre del 2008, l'Assemblea parlamentare del Consiglio d'Europa, ha inciso sul retro del "World Wall", la risoluzione 1481 del Consiglio d'Europa sulla necessità di una condanna internazionale dei crimini dei regimi del totalitarismo comunista.
Una sezione della diga è dedicata alla rivoluzione del '56. La parete è stata realizzata sotto forma di "nave da guerra" con bandiere sgualcite, indicando il fatto che la rivoluzione ungherese fu la prima a realizzare una crepa all'imponente muro del comunismo.
Negli anni successivi, il memoriale è stato arricchito dalla lapide "Holodomor Memorial Stone" che commemora l'olocausto ucraino, da una targa che ricorda il patto Molotov-Ribbentrop, da tavolette in marmo in memoria del massacro di Katyn', del genocidio del popolo rom e degli ebrei vittime del comunismo.
Il memoriale è stato creato ed è gestito dalla "Fondazione Gloria Victis".